# FC Green Stars Brussels
FC Green Stars Brussels was een Belgische voetbalclub uit Schaarbeek. De club sloot in juli 1984 aan bij de KBVB met stamnummer 8958.
In juni 1992 werd de club van de bondslijsten geschrapt.

## Geschiedenis
FC Green Stars Brussels sloot in 1984 aan bij de KBVB.
De club startte in Vierde Provinciale en speelde meteen in de top van de klassering, in het derde seizoen, 1986-1987, werd Green Stars kampioen en mocht naar Derde Provinciale.
Men kon de degradatie niet ontlopen en belandde meteen opnieuw in Vierde Provinciale.
In 1988-1989 werden ook in de laagste provinciale afdeling matige resultaten behaald, maar Green Stars rechtte in het volgende seizoen de rug en werd in de lente van 1990 opnieuw kampioen in Vierde Provinciale.
Met een elfde plaats in 1990-1991 wist de club het verblijf in Derde Provinciale met een jaar te verlengen, maar in 1992 volgde opnieuw degradatie naar Vierde Provinciale.
In juni 1992 werd de club van de bondslijsten geschrapt.